# Кожевниково (Старицкий район)
Коже́вниково — деревня в Старицком районе Тверской области. Относится к Берновскому сельскому поселению.

## География
Расположена на реке Нашиге в 23 км к северо-западу от города Старицы, в 1,5 км от села Берново.
В 10 км на северо-запад есть ещё одна деревня Кожевниково (Вольно-Кожевниково).

## История
В 1859 году во владельческой деревне Кожевниково Старицкого уезда 20 дворов, 149 жителей. В 1886 году в деревне 28 дворов, 170 жителей; она входит в Берновскую волость и принадлежит к Берновскому приходу.
В 1940 году деревня Кожевниково в Берновском сельсовете Высоковского района Калининской области.
Во время Великой Отечественной войны деревня была оккупирована немецко-фашистскими войсками 24 октября 1941 года, освобождена Красной Армией 29 декабря того же года.

## Население
| 1859 | 1886 | 2002 | 2008 | 2010 |
| ---- | ---- | ---- | ---- | ---- |
| 149  | ↗170 | ↘6   | ↘2   | ↘1   |

Население по переписи 2002 года — 6 человек, 3 мужчины и 3 женщины.